# Iglesia de San Lamberto, Immerath
La iglesia de San Lamberto (en alemán: Pfarrkirche St. Lambertus), conocida localmente como Immerather Dom (que significa "Catedral de Immerath"), fue una iglesia parroquial católica en el pueblo de Immerath, Erkelenz en Renania del Norte-Westfalia, Alemania. Una iglesia dedicada a San Lamberto de Maastricht había estado emplazado en su sitio desde al menos el siglo XII, siendo reconstruida y ampliada varias veces antes de ser demolida en 1888. Fue reemplazado por el edificio de la iglesia del Renacimiento románico, que se construyó entre 1888 y 1891 según los diseños de Erasmus Schüller.
Fue desconsagrada en 2013 y demolida el 9 de enero de 2018, a pesar de haber sido designada monumento patrimonial. La demolición fue parte de la destrucción de todo el pueblo de Immerath para dar paso a la mina de superficie Garzweiler. En Immerath-Neu se construyó su reemplazo entre 2013 y 2015.

## Historia

### Edificios anteriores
Existió una iglesia dedicada a San Lamberto de Maastricht en su emplazamiento en el siglo XII, ya que se menciona en el Liber valoris (un registro eclesiástico de la Archidiócesis de Colonia ). Era un edificio románico de una sola nave y campanario en el lado occidental. Hacia mediados del siglo XVI, la iglesia fue reconstruida en estilo gótico y tenía dos naves, un coro y una capilla en la nave lateral norte. Se añadió un campanario barroco entre 1767 y 1770, y contenía campanas antiguas que datan de 1496 y 1512.

### Construcción

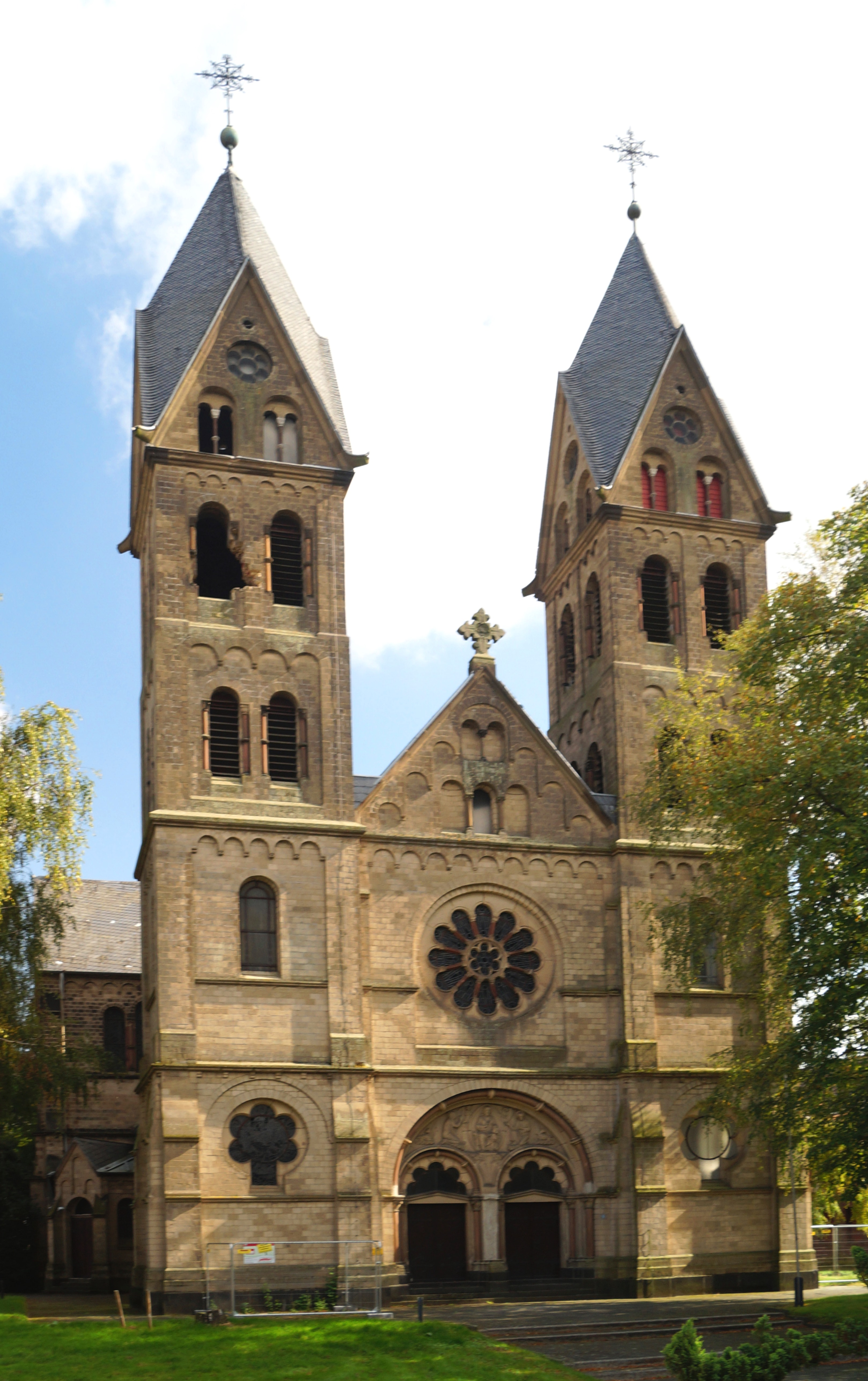
La fachada de la iglesia en 2014

A principios del siglo XIX, se había vuelto demasiado pequeña para las necesidades de la parroquia, pero la expansión se pospuso varias veces debido a desacuerdos internos dentro de la comunidad y otros obstáculos, mientras que obras menores como la compra de nuevos altares y un órgano fueron emprendidas. A partir de 1886 se presentaron tres propuestas para la nueva iglesia, pero fueron descartadas por la comunidad parroquial hasta que el 12 de enero de 1887 se aceptaron los diseños del joven arquitecto de Colonia Erasmus Schüller con ligeras modificaciones. La antigua iglesia fue demolida en abril de 1888 y la construcción de la nueva se inició el 2 de septiembre del mismo año. Schüller murió en 1890 a la edad de 29 años, por lo que las etapas finales de la construcción fueron supervisadas por el arquitecto de. Fue consagrada por el arzobispo de Colonia el 9 de julio de 1891.
Fue gravemente dañada por fuego de artillería en febrero de 1945, durante la Segunda Guerra Mundial. Los trabajos de reparación comenzaron al año siguiente y se completaron en 1949. Las campanas habían sido enviadas a Hamburgo al comienzo de la guerra y fueron devueltas a la iglesia en 1947. Se agregó a la lista de monumentos patrimoniales en Erkelenz el 14 de mayo de 1985 debido a su valor arquitectónico y simbólico.

### Desconsagración y demolición
El pueblo de Immerath estaba en la ruta planificada para la extensión de la mina de superficie Garzweiler, una gran mina de lignito operada por la empresa RWE. Por lo tanto, todo el pueblo fue demolido en la década de 2010, y la empresa construyó un nuevo asentamiento conocido como Immerath-Neu a 11 km (6,8 mi) de distancia. El cementerio también fue movido, exhumando los cuerpos y trasladados al nuevo sitio.
Mantener los costos de la iglesia se había vuelto demasiado oneroso dada la considerable disminución de fieles a menos de 60 personas. Por lo tanto, los feligreses aceptaron la oferta de la empresa de construir una nueva iglesia más pequeña en la nueva ciudad de Immerath-Neu. La mayor parte del mobiliario interior de la antigua iglesia fue adquirido por particulares o por otras parroquias o congregaciones religiosas. La última misa se celebró el 13 de octubre de 2013 y posteriormente fue desconsagrada. Fue demolida el 9 de enero de 2018, en medio de protestas de activistas de Greenpeace.

## Arquitectura

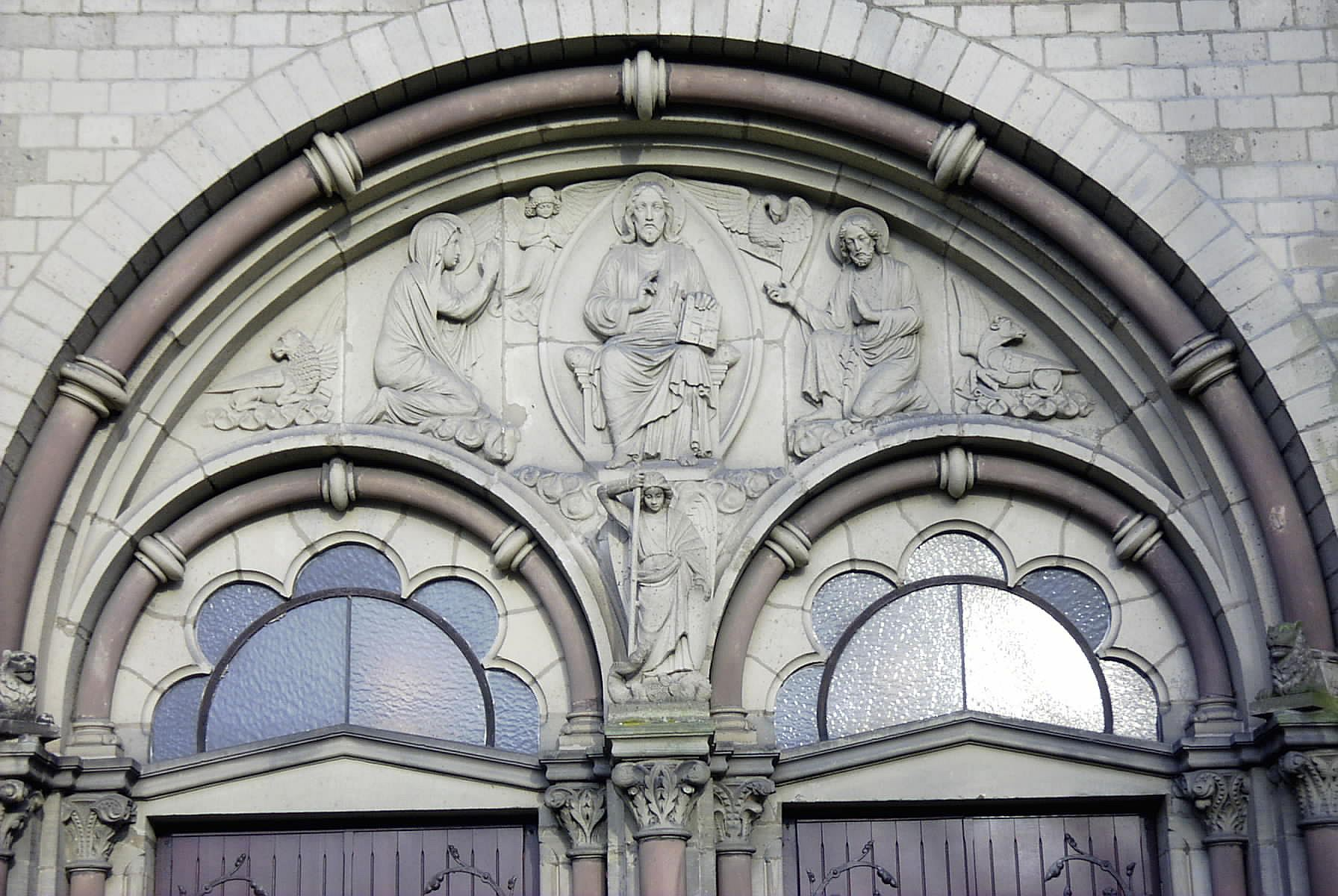
Relieve románico en la portada principal

Fue una basílica construida en estilo renacentista románico, y estaba construida con ladrillos decorados con toba. Su fachada tenía dos campanarios gemelos de unos 40 m (43,7 yd) de alto, y era la única iglesia en el distrito de Heinsberg que tenía esa forma. Las torres contenían dos campanas que se agregaron en 1955 y las campanas originales de la antigua iglesia: la Lambertusglocke de 1496 y la Marienglocke de 1512.
Tenía un portal principal doble rematado por un bajorrelieve que representaba a Cristo Pantocrátor. En el interior, después del vestíbulo, había tres naves separadas por cuatro pares de pilares, con una anchura total de 7 m (7,7 yd) y una longitud de unos 15 m (16,4 yd). Sobre el vestíbulo se encontraba una galería que albergaba el órgano y se accedía a ella a través de una escalera de caracol desde la torre occidental.
Las paredes y el techo estaban enlucidos de blanco y carecían de decoraciones. El plan se basó en la iglesia de St. James en Aachen, y el piso tenía baldosas de colores dispuestas en patrones geométricos. El mobiliario, parte del cual se remontaba a estructuras anteriores, era bastante opulento y contrastaba con el austero estilo románico del edificio. Destacan el grupo escultórico con el crucifijo sobre el coro y el altar mayor ricamente decorado y cubierto de oro.